# Vachoniochactas lasallei
Espèce
Vachoniochactas lasallei est une espèce de scorpions de la famille des Chactidae.

## Distribution
Cette espèce est endémique de l'État de Bolívar au Venezuela. Elle se rencontre à 1 320 m d'altitude sur le Cerro Venamo.

## Étymologie
Son nom d'espèce lui a été donné en référence à la Sociedad de Ciencias La Salle.

## Publication originale
- González-Sponga, 1978 : Escorpiofauna de la región oriental del estado Bolivar, en Venezuela. Roto-Impresos, p. 1–217.